# لمور بامبوی آلائوترا
 لمور بامبوی لک آلائوترا (نام علمی: Hapalemur alaotrensis) نام یک گونه از تیره لموریان است.